# Buphthalmum
 Buphthalmum  L., 1753 è un genere di piante angiosperme dicotiledoni della famiglia delle Asteraceae, sottofamiglia Asteroideae, tribù Inuleae e sottotribù Inulinae.

## Etimologia
Il nome del genere deriva dal latino medievale " oculus bovis" (= occhio di bue).
Il nome scientifico del genere è stato definito dal botanico Carl Linnaeus (1707-1778) nella pubblicazione " Species Plantarum" ( Sp. Pl. 2: 903) del 1753.

## Descrizione

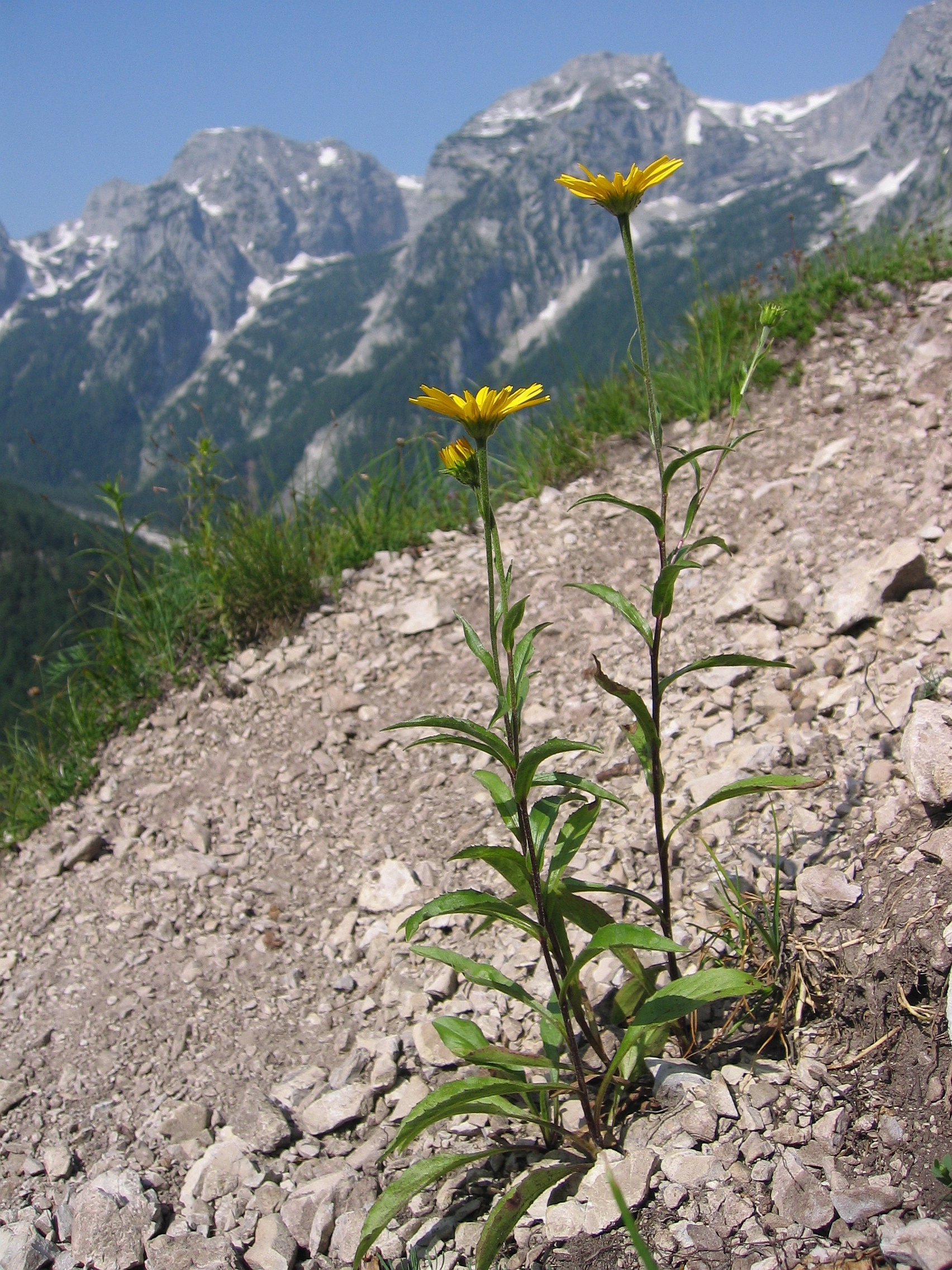
Il portamento
Buphthalmum salicifolium

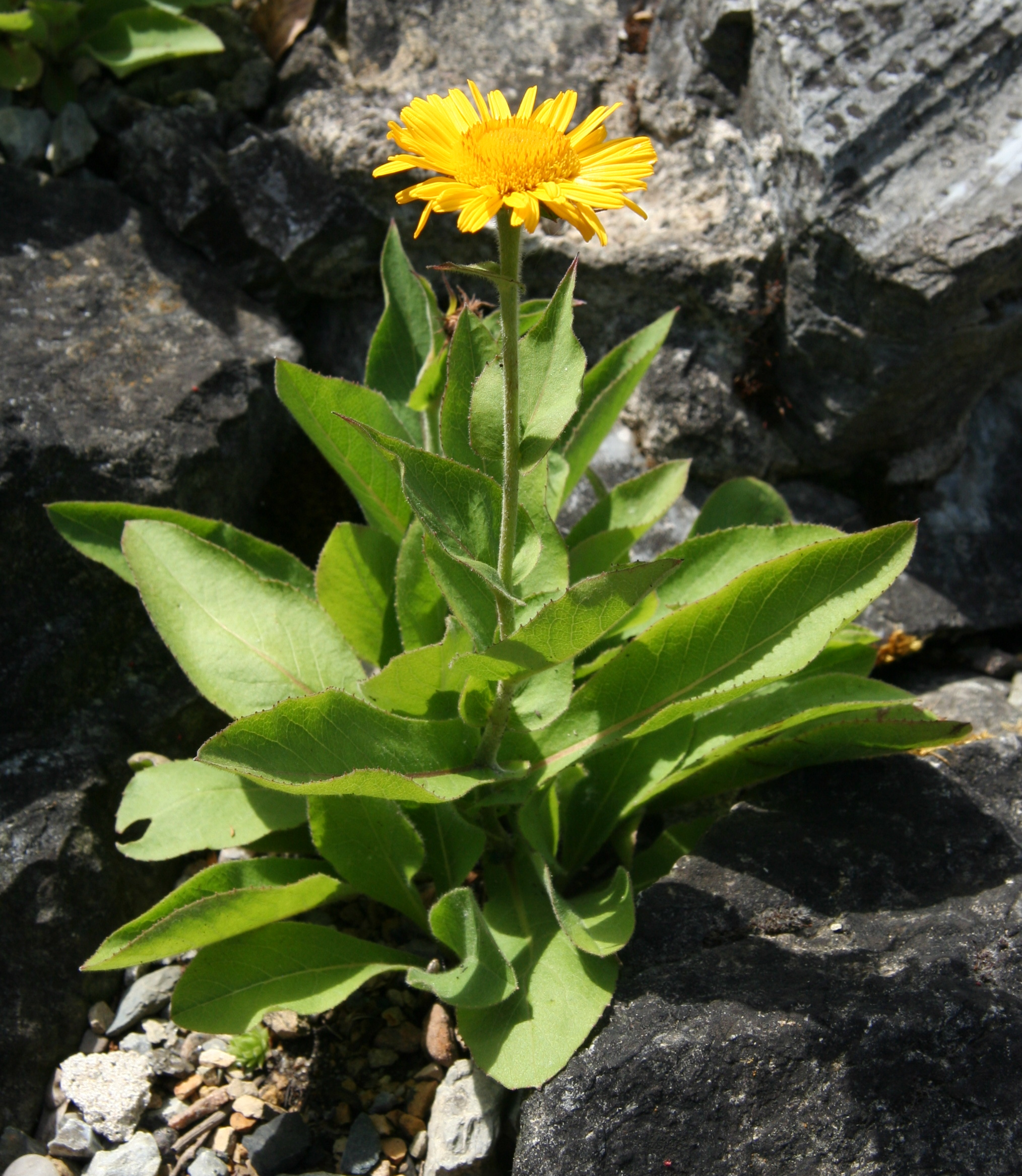
Le foglie
Buphthalmum speciosissimum

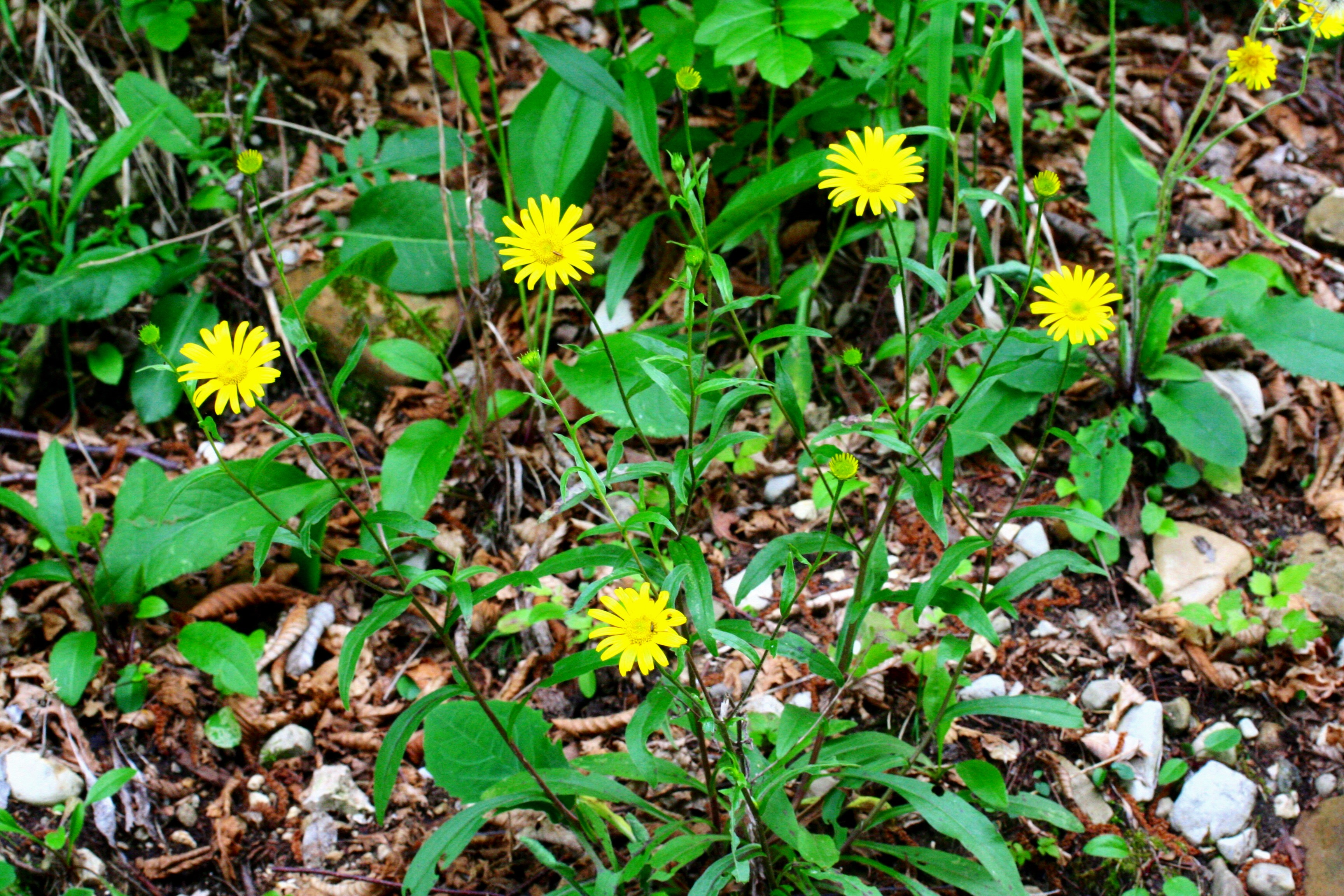
Infiorescenza
Buphthalmum salicifolium

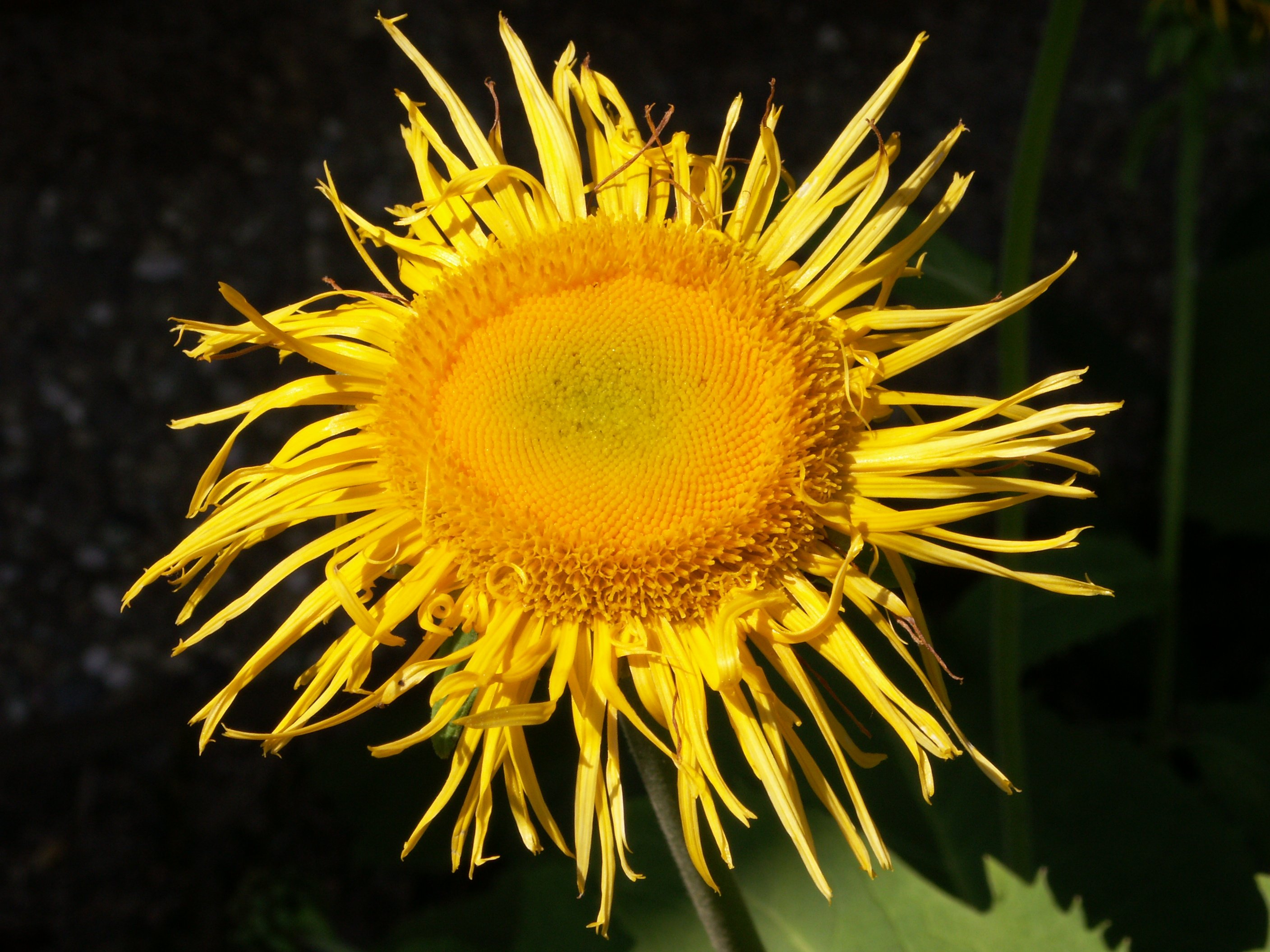
I fiori
Buphthalmum speciosissimum

Portamento. Le specie di questo genere sono delle erbe perenni con aspetto suffrutescente. La forma biologica tipica per queste piante è definita come emicriptofita scaposa (H scap): ossia pianta perennante per mezzo di gemme poste sul suolo e con asse fiorale lungo, semplice e con poche foglie.
Fusto. I fusti sono gracili specialmente nelle specie spontanee: in particolare nella specie più conosciuta: B. salicifolium; mentre sono più robusti e grossi in quelle coltivate. L'altezza varia dai 50 cm (B. speciosissimum)  ai 1 – 2 metri (B. speciosum). La parte sotterranea del fusto consiste prevalentemente in rizomi. Generalmente il floema è privo di strati fibrosi; inoltre sono assenti i tessuti latticiferi.
Foglie. Le foglie lungo il caule sono disposte in modo alternato. La lamina con forme lanceolate può essere semplice con bordi interi, seghettati o dentati. Le superfici sono pubescenti. 
Infiorescenza. Le infiorescenze sono formate da numerosi capolini solitari (su piante diverse). I capolini sono di tipo radiato eterogamo. I capolini sono formati da un involucro composto da brattee disposte in modo embricato al cui interno un ricettacolo fa da base ai fiori ligulati periferici o fiori del raggio e ai fiori tubulosi quelli centrali o del disco. L'involucro può essere emisferico a forma di coppa. Le brattee sono disposte generalmente su 3-4 righe; hanno consistenza erbacea con forme lineari e senza margini ialini; gli stereomi non sono divisi. Il ricettacolo è provvisto di pagliette con forme da lineari a lanceolate; le pagliette sono piegate a protezione della base dei fiori.
Fiori.  I fiori sono tetra-ciclici (formati cioè da 4 verticilli: calice – corolla – androceo – gineceo) e pentameri (calice e corolla formati da 5 elementi). Si distinguono in:
- fiori del raggio (esterni): sono femminili e sono disposti su una o più serie; la forma è ligulata (zigomorfa);
- fiori del disco (centrali): sono più numerosi con forme brevemente tubulose (attinomorfe); sono ermafroditi e fertili.

- Formula fiorale:

*/x K {\displaystyle \infty }, [C (5), A (5)], G 2 (infero), achenio
- Calice: i sepali del calice sono ridotti ad una coroncina di squame.

- Corolla: 
  - fiori del raggio: la forma della corolla alla base è più o meno tubulosa-imbutiforme, mentre all'apice è ligulata; la ligula può terminare con alcuni denti; il colore è giallo;
  - fiori del disco: la forma è tubulare bruscamente divaricata in 4-5 brevi lobi; il colore è giallo.

- Androceo: l'androceo è formato da 5 stami sorretti da filamenti generalmente liberi; gli stami sono connati e formano un manicotto circondante lo stilo. Le antere sono minutamente speronate con una corta coda. Il tessuto dell'endotecio è a forma radiata o polarizzata. Le cellule del collare dei filamenti sono piatte o di tipo mammelloso.

- Gineceo: il gineceo ha un ovario uniloculare infero formato da due carpelli.[5] Lo stilo è unico e con due stigmi appiattiti nella parte apicale. Gli stigmi spesso sono provvisti di peli acuti che terminano sopra la biforcazione senza raggiungerla. Le superfici stigmatiche confluiscono all'apice, mentre alla base sono separate in due distinte linee (lignee stigmatiche marginali[7]). Il polline è spinuloso.

Frutti. I frutti sono degli acheni con pappo. Gli acheni dei fiori del raggio hanno delle forme trigone e alate con pappo assente o a forma di anello (una specie di corona membranosa o piccola squama sottile di colore bruno). Gli altri sono piatti o cilindrici. L'epidermide dell'achenio è provvista di grandi cristalli di ossalato di calcio, oppure di cristalli simili alla sabbia, oppure ne è priva.

## Biologia
Impollinazione: l'impollinazione avviene tramite insetti (impollinazione entomogama tramite farfalle diurne e notturne).

Riproduzione: la fecondazione avviene fondamentalmente tramite l'impollinazione dei fiori (vedi sopra).

Dispersione: i semi (gli acheni) cadendo a terra sono successivamente dispersi soprattutto da insetti tipo formiche (disseminazione mirmecoria). In questo tipo di piante avviene anche un altro tipo di dispersione: zoocoria. Infatti gli uncini delle brattee dell'involucro (se presenti) si agganciano ai peli degli animali di passaggio disperdendo così anche su lunghe distanze i semi della pianta. Inoltre per merito del pappo (se presente) il vento può trasportare i semi anche a distanza di alcuni chilometri (disseminazione anemocora).

## Distribuzione e habitat
Le specie di Buphthalmum sono da considerarsi delle tipiche espressioni della flora dei luoghi calcarei e rocciosi e dei prati sassosi, anzi alcune specie possono considerarsi quasi endemiche delle Alpi Dolomitiche. Sono quindi localizzate in prevalenza nell'Europa (paesi meridionali a clima più arido).
Delle 3 specie spontanee della flora italiana solo due vivono sull'arco alpino. La tabella seguente mette in evidenza alcuni dati relativi all'habitat, al substrato e alla distribuzione delle specie alpine.
| Specie | Comunità vegetali | Piani vegetazionali         | Substrato  | pH     | Livello trofico | H2O   | Ambiente       | Zona alpina         |
| --- | ----------------- | --------------------------- | ---------- | ------ | --------------- | ----- | -------------- | ------------------- |
| Buphthalmum salicifolium | 11                | subalpino montano collinare | Ca e Ca/Si | basico | basso           | secco | F2 F3 F5 F7 I3 | tutto l'arco alpino |
| Buphthalmum speciosissimum | 3                 | subalpino montano collinare | Ca         | basico | basso           | secco | C2 C3 F2       | CO BG BS TN         |
| Legenda e note alla tabella. Substrato: con “Ca/Si” si intendono rocce di carattere intermedio (calcari silicei e simili). Zona alpina: vengono prese in considerazione solo le zone alpine del territorio italiano (sono indicate le sigle delle province). Comunità vegetali: 3 = comunità delle fessure, delle rupi e dei ghiaioni; 11 = comunità delle macro- e megaforbie terrestri. Ambienti: B5 = rive, vicinanze corsi d'acqua; B9 = coltivi umani; C2 = rupi, muri e ripari sotto roccia; C3 = ghiaioni, morene e pietraie; F2 = praterie rase, prati e pascoli dal piano collinare al subalpino; F3 = prati e pascoli mesofili e igrofili; F5 = praterie rase subalpine e alpine; F7 = margini erbacei dei boschi; G2 = praterie rase dal piano collinare a quello alpino; G4 = arbusteti e margini dei boschi; I2 = boschi di latifoglie; I3 = querceti submediterranei. |                   |                             |            |        |                 |       |                |                     |

## Sistematica
La famiglia di appartenenza di questa voce (Asteraceae o Compositae, nomen conservandum) probabilmente originaria del Sud America, è la più numerosa del mondo vegetale, comprende oltre 23.000 specie distribuite su 1.535 generi, oppure 22.750 specie e 1.530 generi secondo altre fonti (una delle checklist più aggiornata elenca fino a 1.679 generi). La famiglia attualmente (2021) è divisa in 16 sottofamiglie; la sottofamiglia Asteroideae è una di queste e rappresenta l'evoluzione più recente di tutta la famiglia.

### Filogenesi
La tribù Inuleae (comprendente le Inulinae) è una delle 21 tribù della sottofamiglia Asteroideae). Da un punto di vista filogenetico, la tribù Inuleae, all'interno della sottofamiglia, fa parte del gruppo "Helianthodae". La sottotribù Inulinae è caratterizzata dalla particolare pubescenza dello stilo e dagli acheni con cristalli di ossalato di calcio.
Nell'ambito della sottotribù il genere Buphthalmum, in particolare la specie B. salicifolium, si trova in posizione politomica con i due cladi principali della sottotribù: "Complesso di Inula" e "Complesso di Pulicaria".
I caratteri distintivi del genere sono:
- le foglie sono piatte;
- le antere sono acute e con coda;
- gli acheni dei fiori periferici hanno una forma trigona e sono alati.

Il numero cromosomico delle specie di questo genere è: 2n = 20.

### Elenco delle specie
Questo genere ha 3 specie:
- Buphthalmum inuloides  Moris
- Buphthalmum salicifolium  L.
- Buphthalmum speciosissimum  L.

### Sinonimi
Sono elencati alcuni sinonimi per questa entità:
- Asteroides  Mill.
- Bustia  Adans.
- Xerolekia  Anderb.

### Specie spontanee italiane
Elenco delle specie presenti in Italia:
- Buphthalmum inuloides
- Buphthalmum salicifolium
- Buphthalmum speciosissimum

Nel dettaglio:
- 1A: le foglie inferiori sono picciolate, quelle mediane e superiori sono sessili;

Buphthalmum salicifolium  L. - Asteroide salicino: l'altezza massima della pianta è di 4-6 dm; il ciclo biologico è annuo; la forma biologica è emicriptofita scaposa (H scap); il tipo corologico è Orofita - Sud Est Europeo; l'habitat tipico sono i pendii aridi e soleggiati; in Italia è una specie comune al Nord (un po' meno al Centro) e si trova fino ad una quota compresa tra 100-2.200 m s.l.m..
- 1B: le foglie inferiori e cauline sono picciolate, quelle superiori sono sessili;

Buphthalmum inuloides  Moris - Asteroide di Sardegna: l'altezza massima della pianta è di 3-5 dm; il ciclo biologico è annuo; la forma biologica è camefita fruticosa (Ch frut); il tipo corologico è Endemico; l'habitat tipico sono le rupi presso il mare; in Italia è una specie molto rara e si trova solamente in Sardegna fino ad una quota di 100 m s.l.m..
- 1C: la base delle foglie superiori è cuoriforme e abbracciante il fusto;

Buphthalmum speciosissimum L.: l'altezza della pianta varia da 2 a 6 dm; il ciclo biologico è perenne; la forma biologica è emicriptofita scaposa (H scap); il tipo corologico è Endemico; l'habitat tipico sono le rupi e i pendii sassosi; la distribuzione sul territorio italiano è relativa ad alcune zone delle Alpi Centrali fino ad una altitudine compresa tra 1000 e 1900 m s.l.m..

## Usi (giardinaggio)
L'interesse per queste piante è soprattutto ornamentale per la ricchezza delle foglie e i suoi vistosi capolini gialli. Infatti troviamo alcune specie (B. speciosum e B. salicifolium) già citate nella prima edizione italiana de "Il buon giardiniere" curata da Carlo Maupoil (Venezia 1826). 

Queste piante amano le posizioni ben soleggiate e aride (quindi terreni asciutti ed esposti a mezzogiorno). Si integrano facilmente nel giardino roccioso o nella formazione di aiuole nei giardini paesaggistici.

Le specie si moltiplicano facilmente per seme che è sempre fertile, questo nel caldo sud; non altrettanto avviene nelle zone più a nord dove il fiore non arriva a maturare a semente (i questo caso si attua la divisione del piede).